# Supercoppa del Belgio 1985
La Supercoppa del Belgio 1985 (in francese Supercoupe de Belgique, in fiammingo Belgische Supercup) è stata la 7ª edizione della Supercoppa del Belgio di calcio.
La partita fu disputata dal Anderlecht, vincitore del campionato, e dal Cercle Bruges , vincitore della coppa.
L'incontro si giocò il 5 agosto 1985 nel Constant Vanden Stock Stadium di Anderlecht e vinse il Anderlecht, al suo primo titolo.

## Tabellino
| Anderlecht 5 agosto 1985 | Anderlecht | 2 – 1 | Cercle Bruges | Constant Vanden Stock Stadium |